# Ceratophyllum demersum
Il ceratofillo comune (Ceratophyllum demersum L., 1753) è una pianta acquatica della famiglia Ceratophyllaceae, originaria del Nord America ma con distribuzione cosmopolita, prevalente nelle regioni temperate e tropicali.

## Descrizione

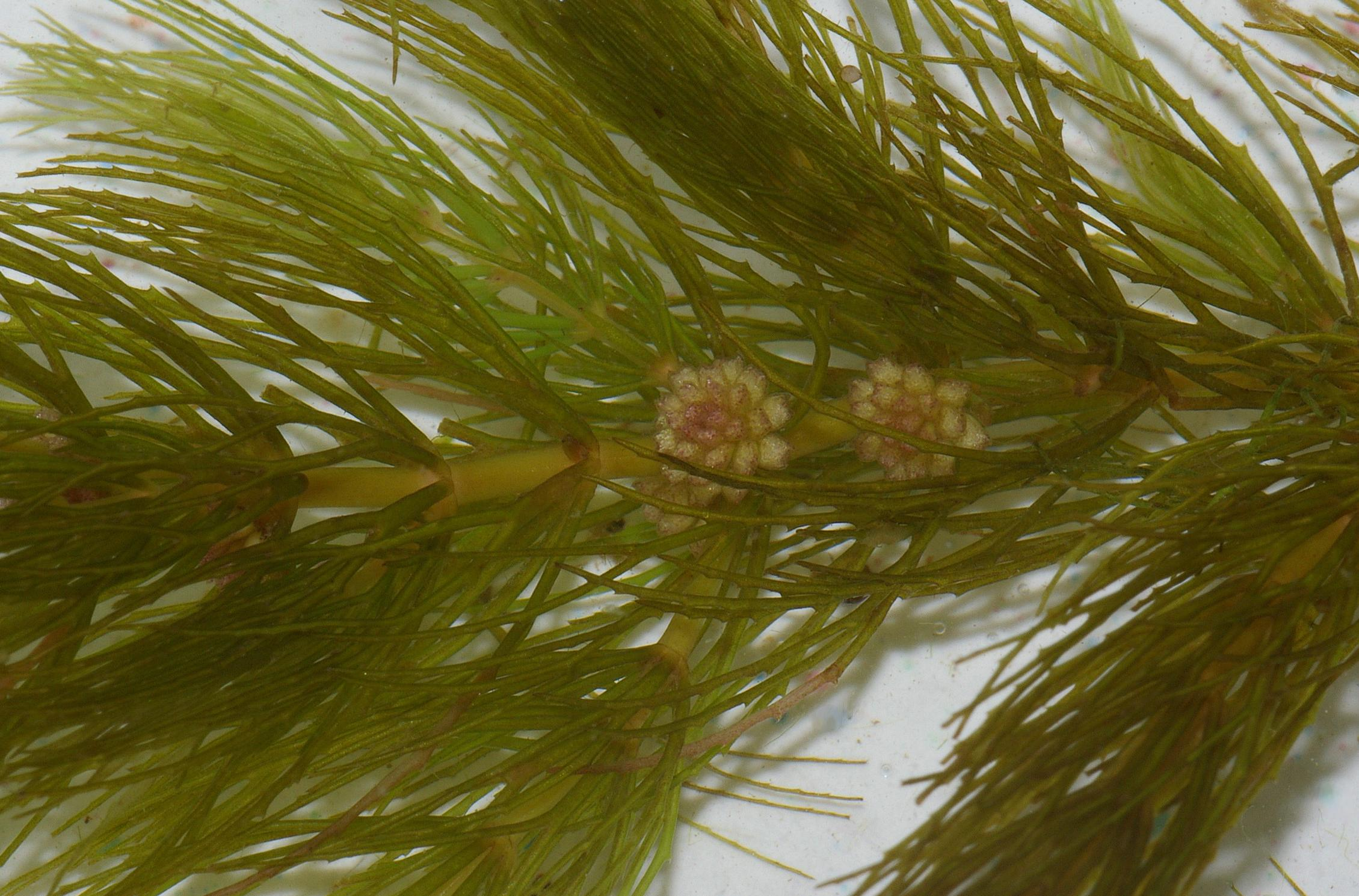
Infiorescenza di Ceratophyllum demersum

È una pianta acquatica sommersa, che cresce in filamenti che possono raggiungere anche 1–3 metri di lunghezza, con numerosi aghi morbidi che ne aumentano il volume. Le foglie, sono raggruppate a sei o dodici con una lunghezza singola variabile dagli 8 ai 40 mm di lunghezza, e possono essere semplici o biforcate. I fiori raggiungono come massima i 2 mm di lunghezza e sono difficilmente notabili in quanto i loro petali hanno una colorazione verde come il resto della pianta, per poi divenire leggermente più scuri. Il frutto consiste in una noce di 4–5 mm di lunghezza, solitamente con tre spine, due basali ed una apicale, per un totale di 1–12 mm di lunghezza.

## Distribuzione e habitat
Questa specie ha una distribuzione cosmopolita: il suo areale si estende dalle Azzorre e dall'Europa, attraverso il Medio Oriente e il subcontinente Indiano, sino al sud-est asiatico e alla Cina; è inoltre presente in Africa, a nord e a sud del Sahara, in Madagascar, in Australasia e in tutto il continente americano.
Cresce in prevalenza in acque immobili o poco mosse, in stagni od acquitrini con una temperatura estiva di 15-30 °C ed uno status nutriente molto ricco.

## Acquariofilia
Questa specie è sovente utilizzata per ossigenare acquari e vasche con temperatura media o tropicale. La sua struttura, inoltre, le consente facilmente di convivere con la presenza dei pesci che, soprattutto nei primi mesi di vita, trovano rifugio in queste piante, che sono anche un valido riparo contro il freddo invernale. Si propaga per tagli.